# Região Caribe (Colômbia)
A Região Caribe é a área continental e marítima mais setentrional da Colômbia. Deve seu nome ao Mar do Caribe, o qual margeia a norte. Seus principais centro urbanos são Barranquilha, Cartagena das Índias, Santa Marta e Valledupar.

## Geografia
Fisicamente, a região do Caribe consiste em uma planície continental denominada Costa do Caribe ou Atlântico, com as águas colombianas e territórios insulares no Mar do Caribe. A planície está situada a norte dos Andes e termina na Sierra Nevada de Santa Marta para abrir caminho para a península de la Guajira. A região é dominada pelo delta do rio Magdalena e possui um litoral não muito acidentado desde o golfo de Urabá na direção Sudoeste - Nordeste até o golfo de Coquibacoa. No entanto, existe entre elas os picos mais elevados da Colômbia na Sierra Nevada de Santa Marta (picos Colón e Bolívar). Embora a região do Caribe é predominantemente plana, caracteriza-se por sua variedade ecológica, cujos ecossistemas vão desde o bosque seco de La Guajira até a selva úmida da região do golfo de Urabá. A região é ladeada pela Cordilheira Oriental, mais precisamente pela Serrania de Perijá, a qual serve como uma fronteira natural com a Venezuela.
Para além do continente, a região do Caribe colombiano é composta por extensas águas territoriais no mar do Caribe, bem como os estratégicos territórios insulares como o arquipélago de San Andrés, Providência e Santa Catarina, além de vários cayos (Roncador, Quitasueño, Serrana, Serranilla, Bajo Nuevo, Albuquerque y del Sureste, entre outros).